# Филинов, Иван Борисович
Иван Борисович Филинов (1831, Бронницы, Московская губерния — 28 февраля [12 марта] 1890, Курган, Тобольская губерния) — российский государственный деятель, городской голова города Кургана (1875—1879), курганский 2-й гильдии купец, виноторговец, построил Ивановский винокуренный завод.

## Биография
Иван Филинов родился в 1831 году в семье мещан города Бронницы Бронницкого уезда Московской губернии, ныне город областного подчинения Московской области. В 1834 году семья перечислена из бронницкого мещанства в купцы 3-й гильдии.
Семья Филиновых появилась в городе Кургане Тобольской губернии в конце 1850-х годов.
В начале 1860-х гг. он открыл несколько питейных лавочек в волостях, нанял сидельцев и торговал вином, закупаемым с Илецко-Иковского винокуренного завода.
Филинов занимался также строительными подрядами. В 1875 году на переторжке в курганском полицейском управлении за ним остался подряд на постройку зданий волостных правлений Моревской и Введенской волостей. 30 апреля (12 мая)  1875 года дал доверенность Ивану Ивановичу Кочешеву «производить заготовку леса и прочих материалов, нанимать людей мастеровых и рабочих… наблюдать за доброкачественностью материалов и производства работ». За свой труд Кочешев получал половину чистой прибыли после окончания каждого подряда.
В 1879 году Филинов обратился к крестьянскому обществу села Боровлянского с просьбой об отдаче ему на 99 лет в аренду 10 десятин земли под строительство винокуренного завода и при нем крупчатной водяной мельницы и других заводов. После переговоров 10 десятин, отстоящих от села Боровлянского в 4-х верстах, а от слияния рек Боровлянки и Нияпа ниже по течению в 1,5 верстах под названием «Старое жилище Черепанова» отдано в арендное содержание купцу Филинову на 50 лет, за ежегодную плату по 50 копеек серебром с десятины в пользу общества и дополнительно пустопорожнего смежного места по обе стороны реки Нияпа 3 десятины также на 50 лет с той же платой. После строительства завода Филинов обратился в Казенную палату с просьбой об ежегодном отводе лесосек из Боровлянской казенной дачи, отдали ему участок Козловский. 18 (30) сентября 1881 года дал доверенность курганскому мещанину Владимиру Фёдоровичу Чуваеву (возможно, племянник жены): «Прошу Вас принять на себя труд управления моим Ивановским винокуренным заводом … ныне находящемся в ведении и распоряжении управляющего Пепеляева».
При открытии Курганской городской Думы он был избран гласным, из числа которых выбирали городского голову. Филинов претендовал на эту должность, но встретил сопротивление среди гласных и 1 (13) марта 1875 года купец Фёдор Васильевич Шишкин был утвержден первым городским головой города Кургана. Дело вылилось в скандал и дошло до Сената. 2 (14) июля 1875 года Филинов дал доверенность Фёдору Филипповичу Чуваеву: «Имея в 1-м Департаменте Правительствующего Сената дело о неправильном ограждении меня гражданского права по выбору меня в должность курганского городского головы с устранением даже из звания гласного Думы, а также и о публичном оскорблении меня в присутственном месте зятем нынешнего головы купца Шишкина купцом же Смолиным, которое также должно будет поступить на рассмотрение … Сената, я не имел возможности сам лично присутствовать при докладе этих дел в Сенате, поэтому доверяю и уполномочиваю Вас быть при докладе…». Филинов дело выиграл, 24 января (5 февраля)  1876 года «Тобольские губернские ведомости» опубликовали сообщение: «20 декабря 1875 г. утверждается в должности городского головы курганский купец 2 гильдии Филинов».
4 (16) августа 1879 года городским головой был вновь избран Фёдор Васильевич Шишкин.
Филинов имел в Кургане несколько усадеб.
- Первым его приобретением был деревянный дом с усадьбой 11х30 саж., купленный 20 апреля (2 мая)  1865 года у крестьянки Александры Екимовны Барановской за 150 рублей серебром в предместье Тихоновке, на улице Средней (ныне ул. Уральская). В мае 1877 года продал эту усадьбу мещанину Семёну Ивановичу Дехтянникову за ту же сумму.
- 16 (28) июня 1866 года купил усадьбу на улице Троицкой, 72 против нижней торговой площади за 625 рублей серебром. Вместо старого небольшого дома выстроил новый – одноэтажный деревянный на каменном фундаменте, где открыл питейное заведение, а во дворе поставил водочный завод, амбар, завозню и баню. Эта усадьба перейдет по наследству сыну Ивану.
- 11 (23) февраля 1874 года купил двор у Михаила Бакина в Гостинодворском переулке (ныне ул. Пичугина), между Дворянской (ныне ул. Советская ) и Солдатской (ныне ул. Максима Горького), который также перейдет по наследству сыну.
- 5 (17) августа 1876 года купил с публичных торгов за 2002 рублей серебром каменную лавку в Гостином дворе, построенную «несостоятельным должником Яковом Павловым».
- 19 (31) октября 1879 года купил у отставного смотрителя уездного училища, коллежского асессора Дмитрия Ивановича Летешина участок земли с берёзовой рощей, расположенный между улицами Кладбищенской (ныне ул. Карла Маркса) и Запольной (ныне ул. Урицкого), впоследствии это территория завода «Кургандормаш». За 10 лет построил двухэтажный полукаменный дом, конюшню, погреб, два амбара. Завозня, баня, флигель деревянный в улицу, в котором помещалось питейное заведение.
- Кроме того, он имел кузницу у городской заставы со стороны Битевки и в городской черте два флигеля с кожевенным заведением.

Иван Филинов скончался 28 февраля (12 марта) 1890 года от болезни почек в городе Кургане Курганского округа Тобольской губернии Западно-Сибирского генерал-губернаторства, ныне город — административный центр Курганской области. Похоронен на Троицком приходском кладбище города Кургана, ныне кладбище ликвидировано и застроено.

## Семья
- Бабушка Матрена Емельяновна Филинова (1796 — между 1850[4] и 1857[5]), в 1834 году семья перечислена из бронницкого мещанства в купцы 3-й гильдии
  - Отец Борис Петрович (или Васильевич) Филинов (1813—1883).
  - Мать Надежда Алексеевна (1814 — 14 (26) ноября 1884 года)
    - Брат Александр (1833 — после 1857)
    - Сестра Ирина (1835 — после 1850)
    - Сестра Авдотья (1837 — после 1857)
    - Сестра Любовь (1842 — после 1857)
    - Брат Николай (1839—?), в 1870-е гг. управлял винным складом господ Мясниковых в Ялуторовске.
    - Сестра Екатерина (1849—?), 29 октября (10 ноября)  1867 года вышла замуж за вдовца, сотника 3-го полкового округа Казачьего войска, служившего в станице Пресногорьковской
    - Брат Дмитрий (1856 — после 1857)
- Жена Екатерина Филипповна (возможно, урожд. Чуваева, 1834 — 27 сентября (9 октября)  1883 года).
  - Дочь Августа (1857—?)
  - Сын Иван (28 февраля (12 марта)  1861 года — после 1895), личный почётный гражданин, городской голова города Кургана (1893—1895).
  - Сын Сергей (20 июня (2 июля)  1863 года — в младенчестве)
  - Сын Владимир (15 (27) июня 1868 года — в младенчестве)